# Callovosaurus
Callovosaurus („kellowejský ještěr“) byl rod vývojově primitivního dinosaura z čeledi Dryosauridae, řazeného též do skupiny Iguanodontia.

## Objev a popis
Tento býložravec je známý díky nálezu fosilních kostí nohy z období střední jury v Anglii. Jeho hmotnost mohla dosáhnout několika málo stovek kilogramů.
Mezi jeho současníky patřily rody Lexovisaurus a Cetiosaurus. Jeho predátory mohli být teropodi Eustreptospondylus a Megalosaurus. Pokud se jeho zvyky podobaly dalším známým ornitopodům jako Iguanodon, je možné, že se na obranu před predátory zdržoval ve stádech.
Typový druh, C. leedsi, byl poprvé popsán Richardem Lydekkerem roku 1889 a znovu pak Peterem Galtonem roku 1980. Blízkými příbuznými tohoto druhu byly například rody Dryosaurus, Eousdryosaurus nebo Kangnasaurus.